# Idiopsar dorsalis
Az Idiopsar dorsalis a madarak osztályának verébalakúak (Passeriformes) rendjébe és a tangarafélék (Thraupidae) családjába tartozó faj.

## Rendszerezése
A fajt Jean Cabanis német ornitológus írta le 1883-ban, a Phrygilus nembe Phrygilus dorsalis néven. Egyes szervezetek a Diuca nembe sorolják Diuca dorsalis néven, Sorolták az Ephippiospingus nembe Ephippiospingus dorsalis néven is.

## Előfordulása
Dél-Amerikában, az Andokban, Argentína, Bolívia és Peru területén honos. Természetes élőhelyei a szubtrópusi és trópusi magaslati gyepek, sziklás környezetben. Állandó, nem vonuló faj.

## Megjelenése
Testhossza 15 centiméter.

## Természetvédelmi helyzete
Az elterjedési területe nagyon nagy, egyedszáma pedig stabil.  A Természetvédelmi Világszövetség Vörös listáján nem fenyegetett fajként szerepel.